# Deadly Premonition
Deadly Premonition, w Japonii Red Seeds Profile (jap. レッドシーズプロファイル Reddo Shīzu Purofairu) – komputerowa gra przygodowa z elementami survival horroru i gry fabularnej stworzona przez studio Access Games na platformy PlayStation 3 i Xbox 360. Wydana została w 2010 roku przez Ignition Entertainment w Stanach Zjednoczonych, Marvelous Entertainment w Japonii i Rising Star Games w Europie. W kwietniu 2013 roku na konsolę PlayStation 3 ukazała się wersja reżyserska tytułu, która 29 października tego samego roku opublikowana została także na platformę Windows za pomocą usługi Steam. 4 września 2019 roku ukazała się na platformie Nintendo Switch pod tytułem Deadly Premonition Origins.
W Deadly Premonition gracz wciela się w agenta FBI, który przybywa do małego, amerykańskiego miasteczka z zadaniem wyjaśnienia tajemniczych morderstw tam występujących. Produkcję cechuje nieliniowa rozgrywka w otwartym świecie i komediowe podejście do survival horrorów. Została różnie przyjęta przez krytyków, za co uzyskała rekord Guinnessa. Osiągnęła średnie ocen na poziomie około 70 punktów na 100 w agregatorach GameRankings i Metacritic. We wrześniu 2019 roku ogłoszona została jej kontynuacja zatytułowana Deadly Premonition 2: A Blessing In Disguise, która ukaże się na Nintendo Switch w 2020 roku.

## Fabuła
Głównym bohaterem tytułu jest agent FBI Francis York Morgan, który przybywa do fikcyjnego miasteczka Greenvale w celu przeprowadzenia śledztwa w sprawie morderstwa młodej kobiety, Anny Graham. York zajmuje się tą sprawą ze względu na sposób zabójstwa, który jest podobny do serii rytualnych morderstw występujących na terenie całego kraju i charakteryzujących się obecnością czerwonych nasion w pobliżu ciał. Po dotarciu do miasta Yorka wita szeryf George Woodman i jego zastępczyni Emily Wyatt, która szybko zaczyna mu się podobać. Agent York zniechęca do siebie mieszkańców poprzez swój lekceważący stosunek do nich, dziwne zachowanie i skłonność do przerwania rozmów w celu zwrócenia się do niewidzialnej osoby o imieniu Zach. W trakcie śledztwa zostaje zamordowanych kilka innych kobiet, przy których również znajdowane są czerwone nasiona, a York jest często atakowany przez uzbrojoną w siekierę postać ubraną w płaszcz przeciwdeszczowy, a także wielu tajemniczych, przypominających duchy, przeciwników.

## Rozgrywka
Deadly Premonition to komputerowa gra przygodowa z otwartym światem zawierająca elementy gier typu survival horror i RPG. Gracz ma możliwość swobodnej eksploracji miasteczka Greenvale oraz wybierania wydarzeń, w których chce uczestniczyć, włączając w to sekwencje obowiązkowe popychające fabułę gry do przodu. Postacią gracza w produkcji jest agent York, który kontrolowany z perspektywy trzeciej osoby przemierza miasto, rozmawia z innymi postaciami, zbiera i wykorzystuje wyposażenie, np. broń dystansową i do walki wręcz oraz przedmioty przywracające zdrowie. Za różne działania, takie jak wykonywania zadań i zabijanie przeciwników, otrzymuje pieniądze, traci je natomiast za słabe rezultaty. York może poruszać się po otoczeniu pieszo bądź samochodem w celu szybkiego przebycia dużych odległości. Samochody zużywają paliwo, które bohater musi uzupełniać, kupując je na stacjach, a także są podatne na uszkodzenia, co może doprowadzić do zepsucia pojazdu i konieczności jego naprawy. Sam York musi regularnie jeść i spać, jak też golić się i zmieniać ubranie.
W produkcji występuje cykl dnia i nocy, który trwa jedną trzecią rzeczywistego dnia; wirtualny dzień mija przez osiem godzin rozgrywki. Czas przeskakuje do przodu podczas wydarzeń fabularnych, a York może przyśpieszyć jego upływ dzięki paleniu papierosów. Miejsca handlu i centra rozrywki w Greenvale mają określone godziny otwarcia, a postać gracza musi odwiedzać je w odpowiednim czasie, aby skorzystać z ich usług. Postacie niezależne również mają swoje rozkłady dnia i przemieszczają się po mieście załatwiając swoje sprawy. Gracz może śledzić ich działania poprzez obserwowanie wskaźników na ekranie lub zaglądanie przez okna budynków. Jeśli York porozmawia z nimi we właściwym miejscu i czasie, mogą zaoferować mu zadania poboczne do wykonania w celu uzyskania dodatkowych nagród. W grze obecny jest też dynamiczny system pogody powodujący losową zmianę warunków pogodowych, które wymuszają korzystanie z latarek bądź wycieraczek podczas jazdy samochodem. Poza realizowaniem zadań pobocznych gracz może też zbierać rozrzucone po mieście karty kolekcjonerskie.
Gra zawiera także wiele sekwencji walki znanych z survival horrorów, w których York musi pokonać nadnaturalnych przeciwników będąc uwięzionym w pewnych obszarach. Wrogowie mogą podejść do postaci lub teleportować się w jej pobliże; większość z nich zaatakuje ją w walce wręcz. Aby użyć broni York musi stanąć w miejscu, co naraża go na ataki z rozbiegu. Nieprzyjaciele mogą być uzbrojeni w broń białą, palną lub innego rodzaju; uniknięcie niektórych ataków wymaga wykonania tzw. quick time eventu. Podczas tych sekwencji głównym celem Yorka jest zbadanie miejsca zbrodni; zbieranie zdjęć dowodów i wykorzystanie jego dedukcyjnych zdolności pozwoli mu odtworzenie przeszłych wydarzeń.

## Tworzenie
Prace nad grą rozpoczęły się w 2004 roku, a produkcja gry była cztery razy zagrożona wstrzymaniem. Pierwszy raz zaprezentowano ją w 2007 roku na Tokyo Game Show z tytułem Rainy Woods. Wtedy to serwisy internetowe zajmujące się elektroniczną rozgrywką stwierdziły jej podobieństwo do amerykańskiego serialu telewizyjnego Miasteczko Twin Peaks. Te porównania doprowadziły twórców do zmiany kierunku artystycznego gry i przesunięcia daty premiery. Dialogi musiały zostać nagrane od nowa, by pasowały do nowych elementów i zmienionego protagonisty. Głosu głównemu bohaterowi użyczył Jeff Kramer.

## Wydanie
Na rynku amerykańskim Deadly Premonition zostało opublikowane przez Ignition Entertainment jako exclusive na konsolę Xbox 360 wydany w budżetowym przedziale cenowym. W Europie gra ukazała się za sprawą Rising Star Games z napisami przetłumaczonymi na język angielski, francuski, włoski, niemiecki i hiszpański. Wydanie w Australii nie doszło do skutku za sprawą problemów z klasyfikacją, lecz później pomyślnie oceniono wersję reżyserską tytułu przyznając jej MA15+.

## Director's Cut
Wersja reżyserska tytułu została zapowiedziana 8 marca 2012 roku i była tworzona przez Access Games we współpracy z dwuosobowym studiem Toybox. Deadly Premonition: The Director's Cut zostało wydane 30 kwietnia 2013 roku w Europie i Stanach Zjednoczonych przez Rising Star Games na PlayStation 3. W edycji tej poprawiono sterowanie, dodano obsługę obrazu 3D i PlayStation Move, poprawiono oprawę graficzną, a także zawarto wszystkie DLC i bonusy oraz dodatkowe scenariusze napisane przez Hidetakę Suehiro.
Edycja ta oferuje również rozszerzone zakończenie oraz dodanie drugiej linii fabularnej, przez co fabuła gry jest teraz opowiadana przez podstarzałego Zacha jako opowieść na dobranoc dla jego wnuczki, Michelle Louise Morgan, którą myli on często z Emily.
16 lipca 2013 roku ogłoszono, że 31 października tego samego roku Deadly Premonition: The Director's Cut zostanie wydana na system Windows. Port został przygotowywany przez Rising Star Games i jest rozprowadzany cyfrowo za pomocą platformy Steam.

## Odbiór
Opinie recenzentów na temat Deadly Premonition były zróżnicowane, większość z nich chwaliło oryginalną fabułę i otwarty świat, a krytykowało jej niespójność i przestarzałe sterowanie; w agregatorze GameRankings gra uzyskała średnie ocen 69,38% (X360) i 71,35% (PS3), a w Metacritic 68/100 (X360) i 70/100 (PS3). Uważana jest za jedną z najbardziej dzielących gier pod względem ocen, które wahają się od 2/10 (amerykański IGN) do 10/10 (serwis Destructoid).
Za wady produkcji uznano głównie jej kłopotliwe sterowanie oraz słabej jakości efekty dźwiękowe i oprawę graficzną. Erik Brudvig z IGN-u stwierdził, że Deadly Premonition jest okropne pod niemal każdym względem i skrytykował wszystkie aspekty gry. Chris Schilling z Eurogamera zwrócił uwagę na ścieżkę dźwiękową, która w wielu przerywnikach filmowych wydała mu się niedopasowana ze względu na wesołą muzykę w poważnych momentach. Kevin VanOrd z GameSpotu zauważył, że w warstwie graficznej występuje wiele tekstur niskiej jakości.
Niemniej jednak gra stała się produkcją kultową. Jej fabuła i postacie były powszechnie chwalone przez recenzentów, którzy często porównywali grę do serialu Miasteczko Twin Peaks. Jim Sterling piszący dla serwisu Destructoid przyznał jej najwyższy wynik i stwierdził, że jest niesamowicie zabawna oraz stanowi dziwne i cudowne doświadczenie. Kevin VanOrd z GameSpotu za jej największą zaletę uznał nieprzewidywalność fabuły. Pomimo krytyki Schilling z Eurogamera uznał, że mieszkańcy miasta są fascynujący ze względu na swoją dziwność. Frank Cifaldi ze strony 1UP.com pochwalił grę za dostarczenie interesującej interaktywnej opowieści. Portalowi Gamasutra spodobał się żyjący i dziwny świat gry, w którym ludzie zajmują się swoimi sprawami bez względu na działania gracza. GameCentral określił ją najdziwniejszą grą roku i nazwał przykładem gry komputerowej jako sztuki, chwaląc zestaw emocji, jaki wywołuje, od momentów strasznych do komediowych. Serwis Game Critics napisał artykuł o tym, dlaczego tytuł powinien zostać grą roku. Produkcja otrzymała wiele nagród, między innymi „Best Cult Game” od Gamasutry, „Most Surprisingly Good Game” od GameSpotu i „Best Worst Game” od GamesRadaru. Ze względu na jej spolaryzowane oceny w Księdze rekordów Guinnessa w edycji dla graczy z 2012 roku przyznano Deadly Premonition rekord „Most Critically Polarizing Survival Horror Game”.

## Kontynuacja
Kontynuacja zatytułowana Deadly Premonition 2: A Blessing In Disguise została ogłoszona 4 września 2019 roku. Produkcja ma się ukazać na Nintendo Switch w 2020 roku. Miejscem akcji będzie Boston w 2019 roku, a jej bohaterką zostanie Aaliyah Davis, agentka FBI badająca stare śledztwo; jej historia przeplatać się będzie z historią Francisa Yorka Morgana, który czternaście lat wcześniej jest na tropie zbrodni w Nowym Orleanie. Hidetaka Suehiro wróci jako reżyser i scenarzysta tytułu.